# (8273) Apatheia
Pour les articles homonymes, voir Apatheia (homonymie).
(8273) Apathéia est un astéroïde de la ceinture principale découvert le 29 novembre 1989 par Makio Akiyama et Toshimasa Furuta.